# 1151

## Починали
- 13 януари – Сугерий, Френски духовник и държавник